# Quercus ilex
La encina (Quercus ilex) es un árbol de la familia de las fagáceas. Otros nombres comunes con los que se conoce a la encina son encino, carrasca, chaparra, chaparro o bellotero alto.  Es un árbol perennifolio nativo de la región mediterránea de talla mediana, aunque puede aparecer en forma arbustiva, condicionado por las características pluviométricas o por el terreno en el que se encuentre.

## Descripción
Es un árbol de talla media y baja, que puede alcanzar de 16 a 25 m de altura. En estado salvaje, es de copa ovalada al principio y después se va ensanchando hasta quedar finalmente con forma redondeado-aplastada. Su copa se suele podar con el objetivo de mejorar la producción de fruto mediante la poda de olivación, adquiriendo así una forma semiesférica. De joven suele formar matas arbustivas que se podrían confundir con la coscoja (Quercus coccifera) y, en ocasiones, se queda en ese estado de arbusto por las condiciones climáticas o edáficas del lugar.

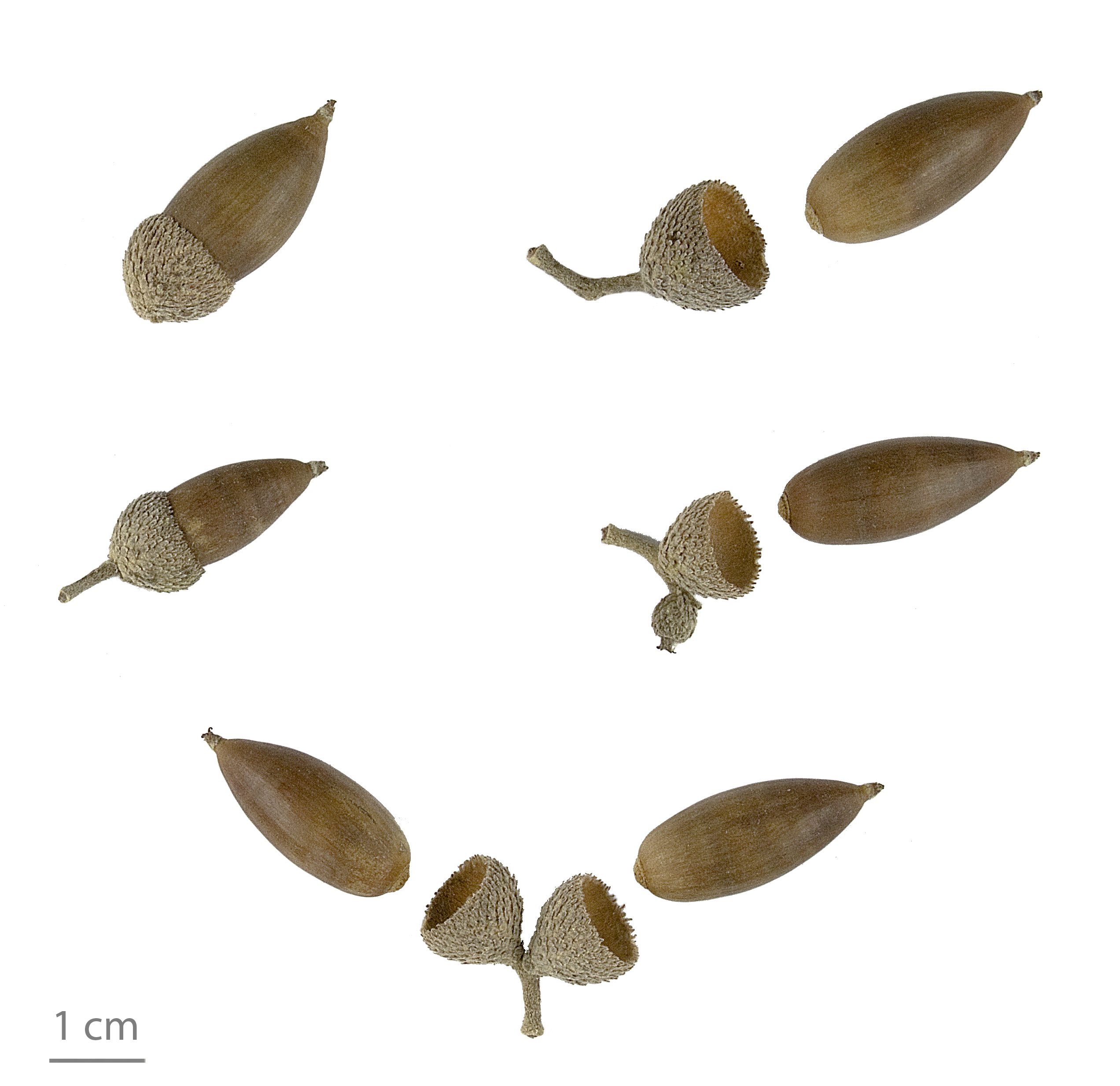
Bellotas de Quercus ilex

Las hojas son perennes y permanecen en el árbol entre dos y cuatro años. Coriáceas y de color verde oscuro por el haz, y más claro y tomentosas por el envés, están provistas de fuertes espinas en su contorno cuando la planta es joven y en las ramas más bajas cuando es adulta, careciendo de ellas las hojas de las ramas altas. Por eso, cuando es arbusto,  recuerda a veces al acebo. El envés de las hojas está cubierto de una borra grisácea que se desprende al frotarlas y por la que se puede distinguir fácilmente las encinas jóvenes de las coscojas, cuyas hojas carecen de ese vello y son de un verde vivo en el envés. Estas hojas, muy duras y coriáceas, evitan la excesiva transpiración de la planta, lo que le permite vivir en lugares secos y con gran exposición al sol, como la ribera mediterránea.
La corteza es lisa y de color verde grisáceo en los tallos; se va oscureciendo a medida que crecen y, alrededor de los 15 o 20 años, se agrieta en todas direcciones, quedando un tronco muy oscuro, prácticamente negro.

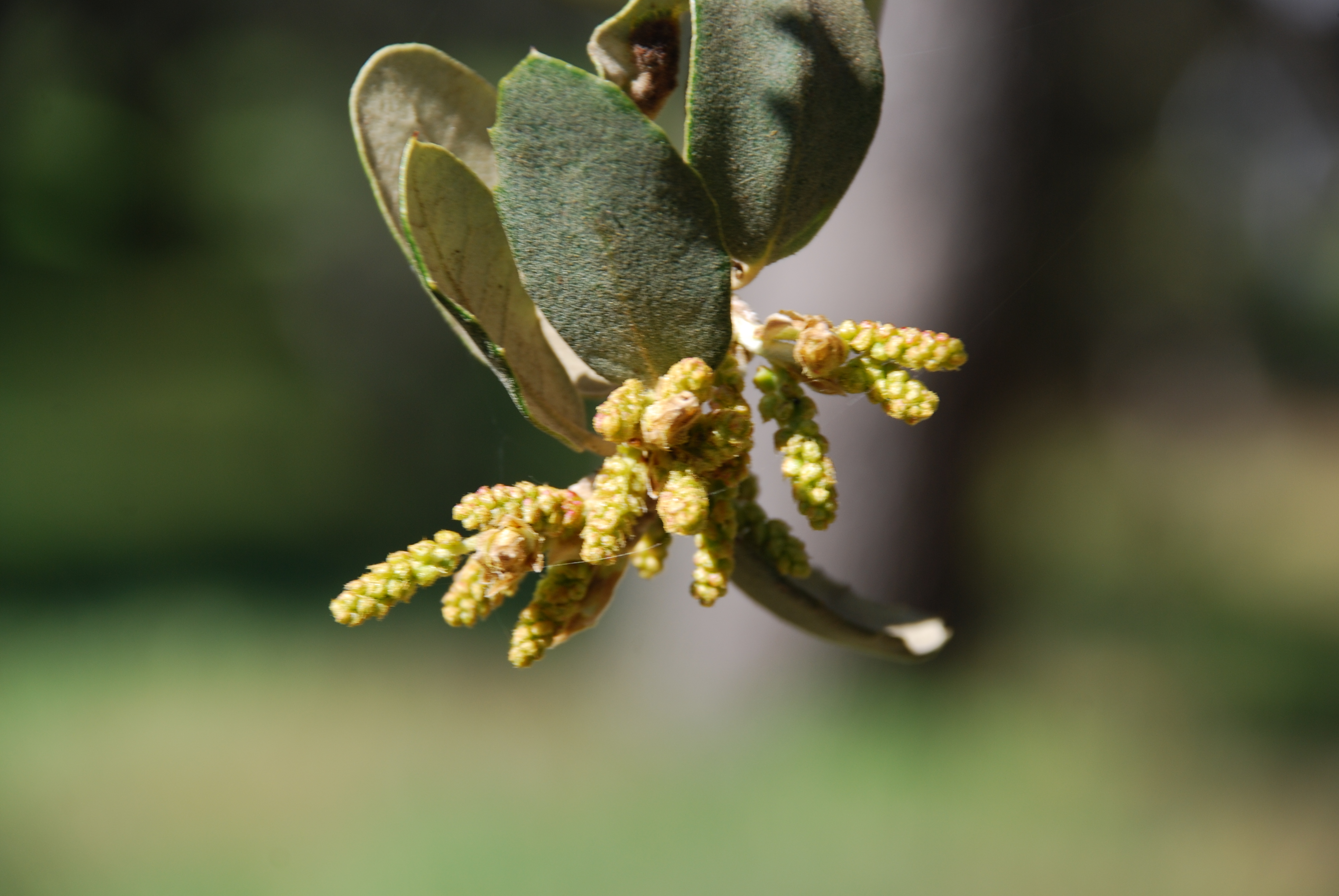
Amentos masculinos al comienzo de la primavera.

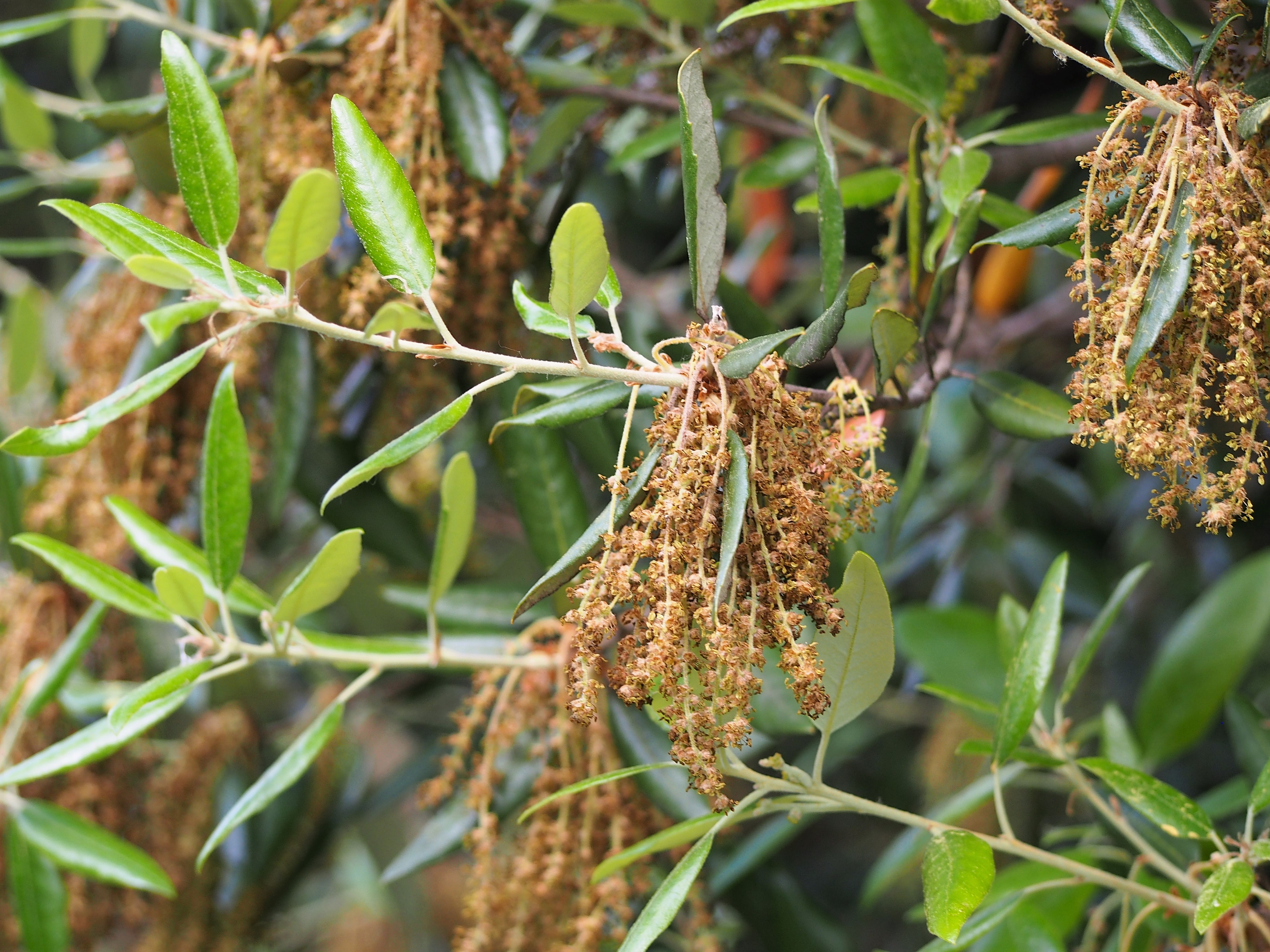
Amentos masculinos maduros.

La encina es, como el resto de las especies del género Quercus, una planta monoica, aunque presenta cierta tendencia a la dioecia (pies con preponderancia de flores masculinas o femeninas). Sus flores masculinas aparecen en amentos, densamente agrupados en los ramillos del año, primero erectos y finalmente colgantes, que toman un color amarillento, luego anaranjado y, al final, a la madurez, pardo. Se dan por toda la copa, aunque preferentemente en la parte inferior y en algunos ejemplares con más abundancia que las femeninas, por lo que estos pies son poco productores de frutos.

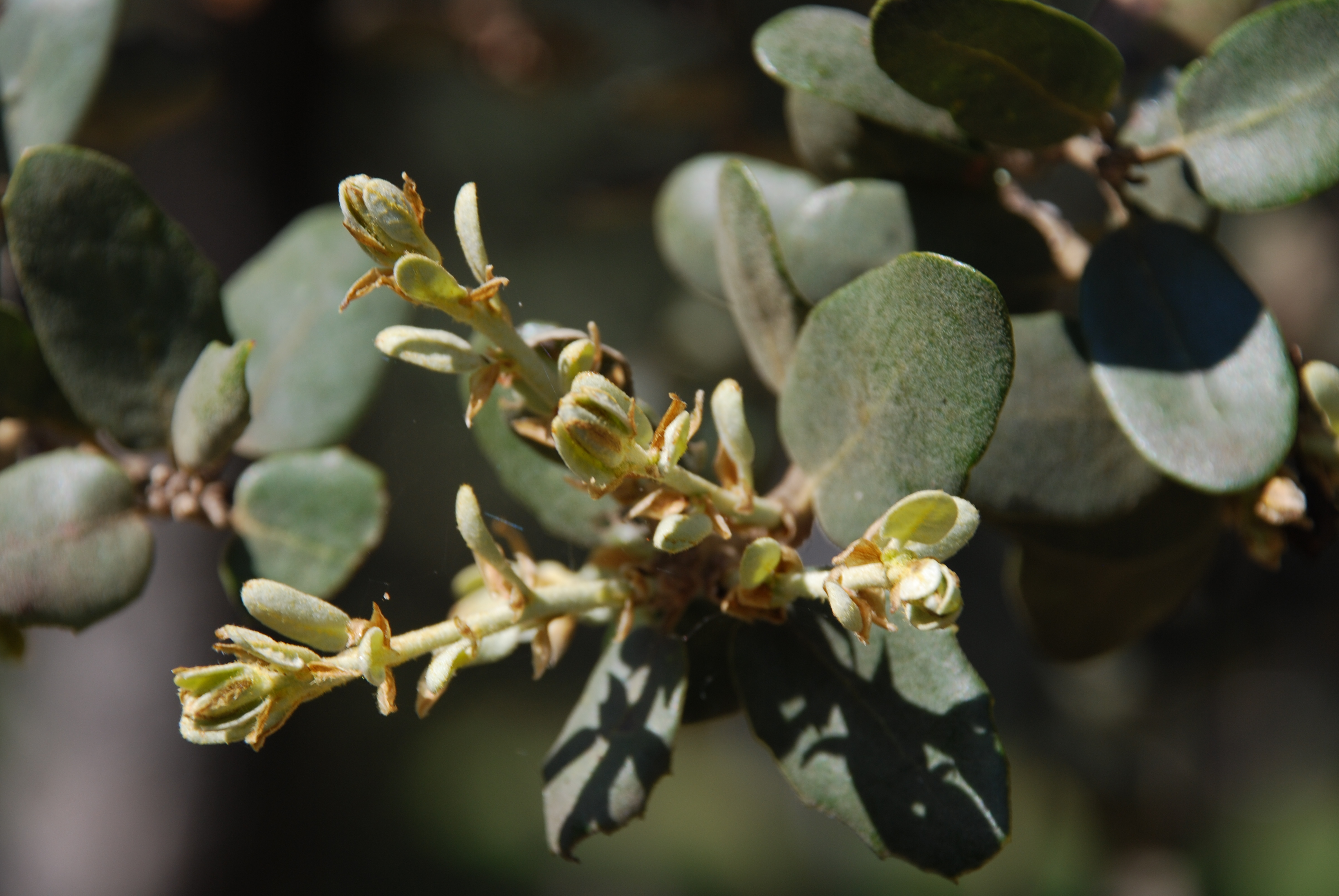
Flores femeninas.

Las flores femeninas son pequeñas; salen aisladas o en grupos de dos, sobre los brotes del año y en un pedúnculo muy corto, presentando en principio un color rojizo y a la madurez un amarillo anaranjado. La floración se produce entre los meses de marzo a mayo, cuando la temperatura media alcanza los 20 °C y 10 horas de sol diarias, después de un periodo de estrés. La dispersión del polen es principalmente anemófila, y en menor medida entomófila, durando entre 20 y 40 días según las condiciones meteorológicas. La alogamia es el tipo de reproducción más frecuente, entre distintos individuos, aunque también es posible la autopolinización con flores masculinas del mismo individuo autogamia. Es frecuente que se produzca hibridación generada por factores como la alogamia, la separación de las flores y las condiciones climáticas.

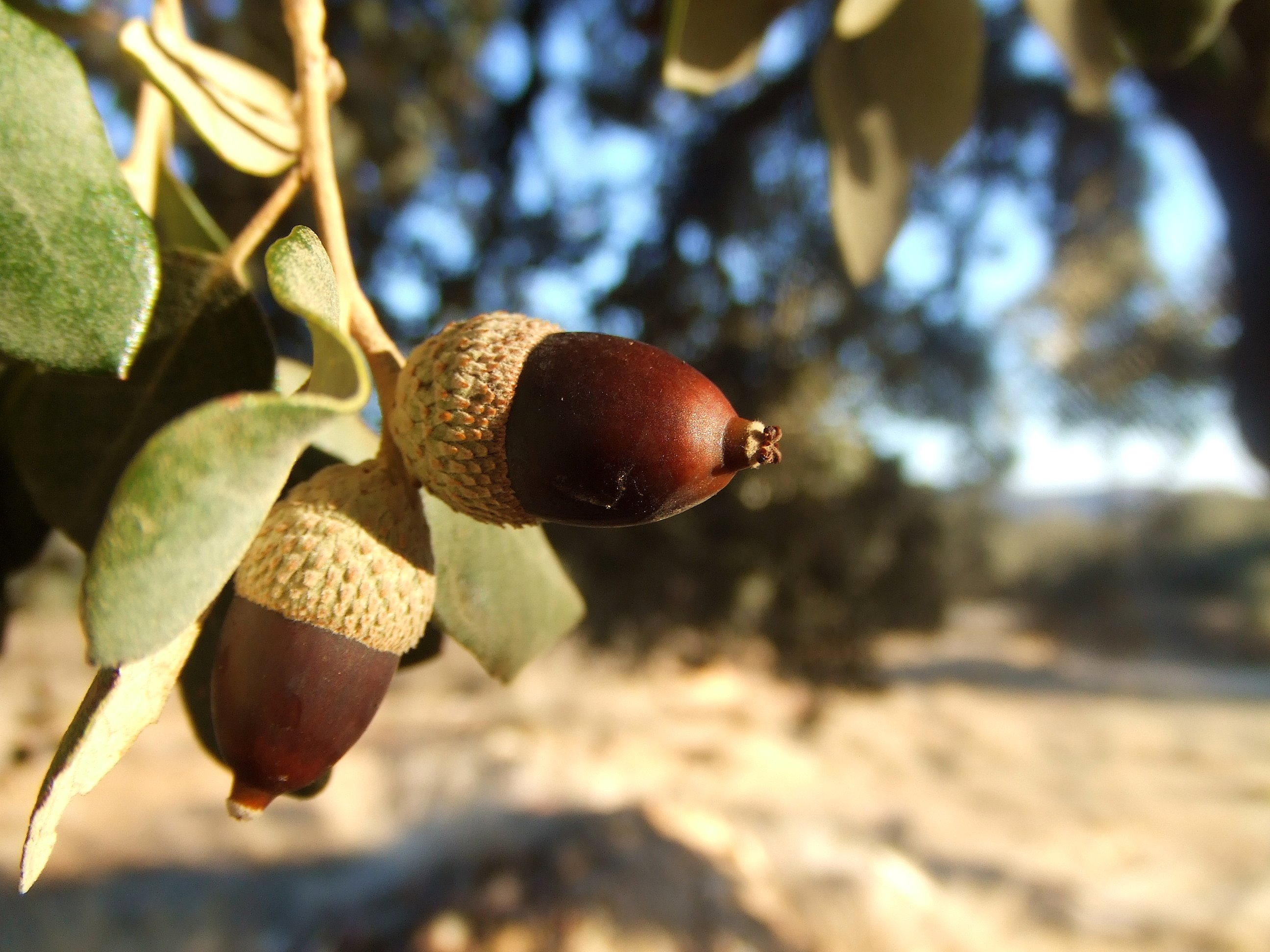
Bellotas de la encina o carrasca

Las encinas se cultivan principalmente por sus frutos, las conocidas bellotas. Son unos glandes de color marrón oscuro cuando maduran (antes, lógicamente verdes), brillantes y con una cúpula característica formada por brácteas muy apretadas y densas, que los recubren aproximadamente en un tercio de su tamaño. Se distingue también de la coscoja la caperuza de las bellotas, ya que en ésta recubre el glande hasta la mitad y el exterior es punzante; no así en otras especies de Quercus, cuyas bellotas a veces son muy parecidas a las de la encina. Maduran de octubre a noviembre y algunos años incluso en diciembre, por lo que la caída de la bellota puede retrasarse hasta enero, aunque es poco frecuente. La edad mínima a la que comienza a producir está condicionada por las características medioambientales, situándose entre los 15 y los 20 años de la vida del árbol.

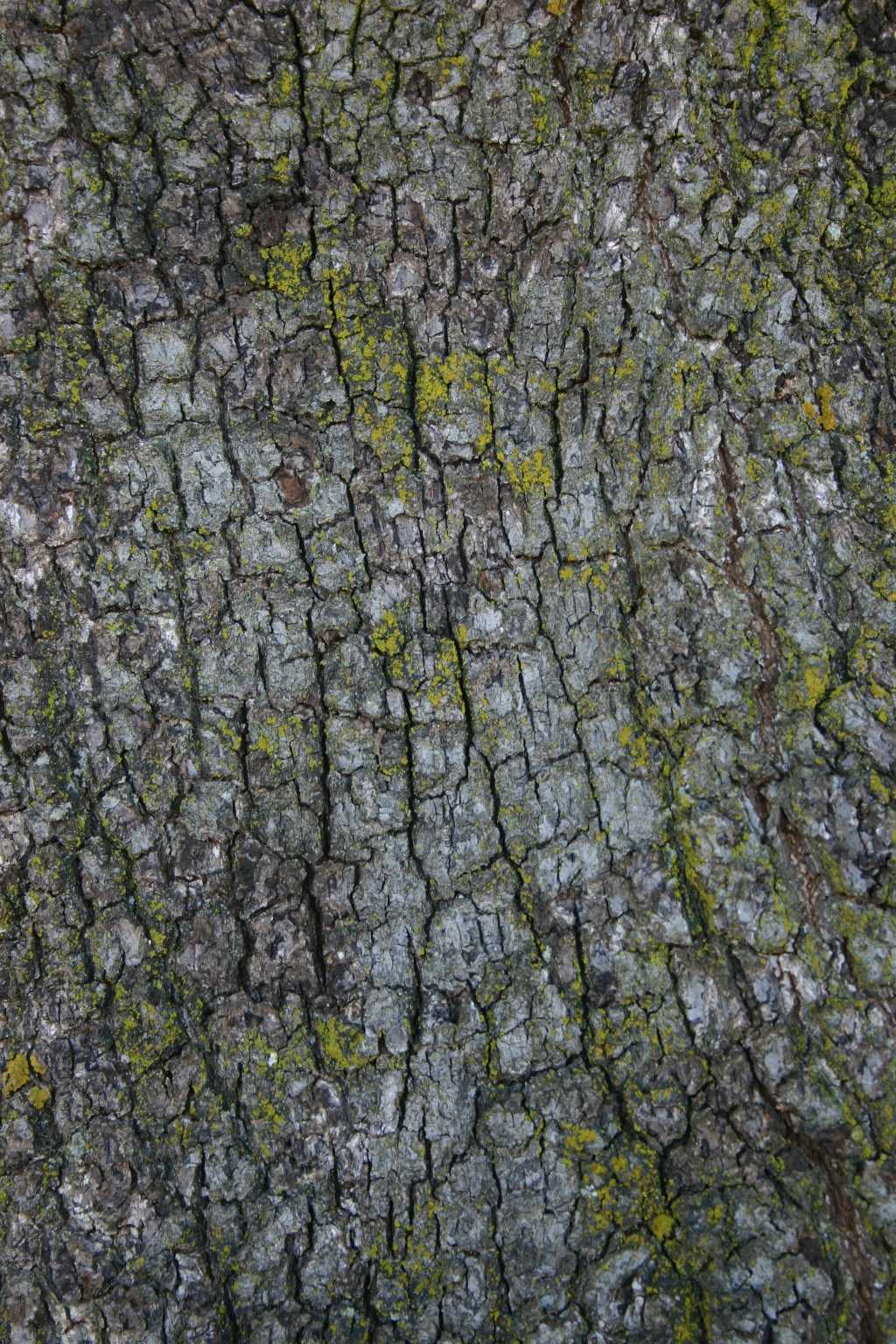
Corteza

Como la inmensa mayoría de las fanerógamas, la encina establece relaciones simbióticas con diversos hongos del suelo formando micorrizas. Algunas especies de dichos hongos tales como las del género Tuber (Tuber melanosporum, principalmente), son muy apreciadas en gastronomía. El alto valor de los mismos ha generado una industria en la que las encinas son inoculadas y sometidas a tratamientos de cultivo (tubericultura) para favorecer la formación del ascoma, que es la conocida trufa.
Quercus rotundifolia Lam., se caracteriza por poseer hojas más redondeadas y mayor concentración de glúcidos en la bellota, que son ligeramente mayores. En casi todos los encinares es posible encontrar ejemplares con características de una o de otra subespecie, así como todos los estados intermedios sin solución de continuidad, lo que hace muy difícil su diferenciación.

## Distribución
Las encinas se reproducen fácilmente por semilla (sembrando las bellotas), aunque también se multiplican por brotes de raíz y de cepa. Se crían bien en todo tipo de suelos y desde la costa hasta unos 1500 m sobre el nivel del mar a veces más, en forma de arbusto (carrasca o chaparra).
Su área de distribución natural es el Mediterráneo, ya que se encuentra en todos los países que lo bordean, pero solo en las zonas con clima mediterráneo seco, por su característica de vegetación esclerófila. Cuando el clima es más lluvioso y de tipo atlántico, la sustituyen otras especies de Quercus, como los robles, quejigos y alcornoques. Así, en España, resulta ser la especie forestal que más territorio ocupa: unos tres millones de hectáreas de encinares repartidos por toda la península y en las islas Baleares, excepto la franja costera cantábrica donde, sin llegar a ser rara, es mucho menos abundante que en el resto de la península. No obstante, en las zonas calizas de la citada franja costera, donde las características del suelo permiten unas condiciones suficientes de sequedad, llega a formar extensos bosques impenetrables, de árboles bajos y densamente enmarañados con plantas trepadoras espinosas. Estos bosques, denominados encinares cantábricos, son vestigios de una distribución más amplia de la encina en épocas de clima más cálido. Llegan a ser dominantes en estas regiones calcáreas litorales, y poseen unas características especiales por su condición de transición mediterráneo-atlántica y por estar ecológicamente aislados del resto de encinares mediterráneos.

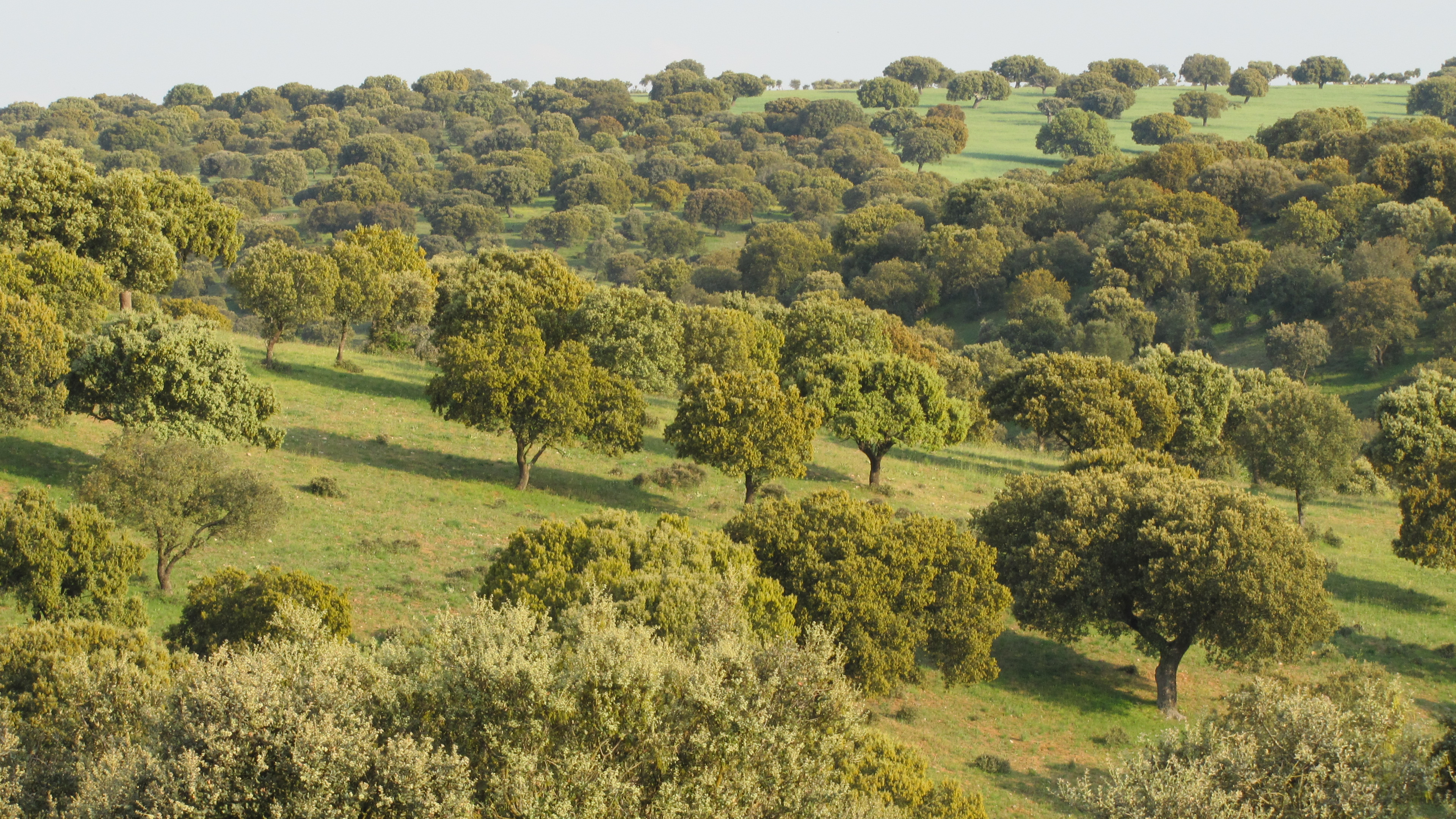
Dehesa con encinas en la provincia de Salamanca

Cultivadas las encinas se mantienen generalmente en dehesas, en las que se aprovechan sus bellotas para alimentar al ganado y su leña para hacer un excelente carbón. En estado natural, las encinas forman extensos y muy tupidos bosques junto con las demás especies típicas del bosque mediterráneo: jaras, cantuesos, madroños, brezos, durillos, cornicabras, retamas y un largo etcétera según las zonas.
Además, estos bosques resultan ser el mejor hábitat para la fauna mediterránea, lo que los convierte en ideales cotos de caza e incluso en áreas de reserva naturales con mayor protección. También forma a menudo bosques mixtos, mezclándose como especie arbórea con otras, generalmente pinos (especialmente carrasco, piñonero y resinero) o enebros.
El encinar es el principal ecosistema en varios espacios naturales protegidos: el parque nacional de Cabañeros y el de Sierra Madrona, ambos situados en la provincia de Ciudad Real, el parque nacional de Monfragüe y el parque natural del Tajo Internacional, ambos situados en la provincia de Cáceres, el Monte de El Pardo (Madrid) y el Carrascal de la Font Roja (Alicante).

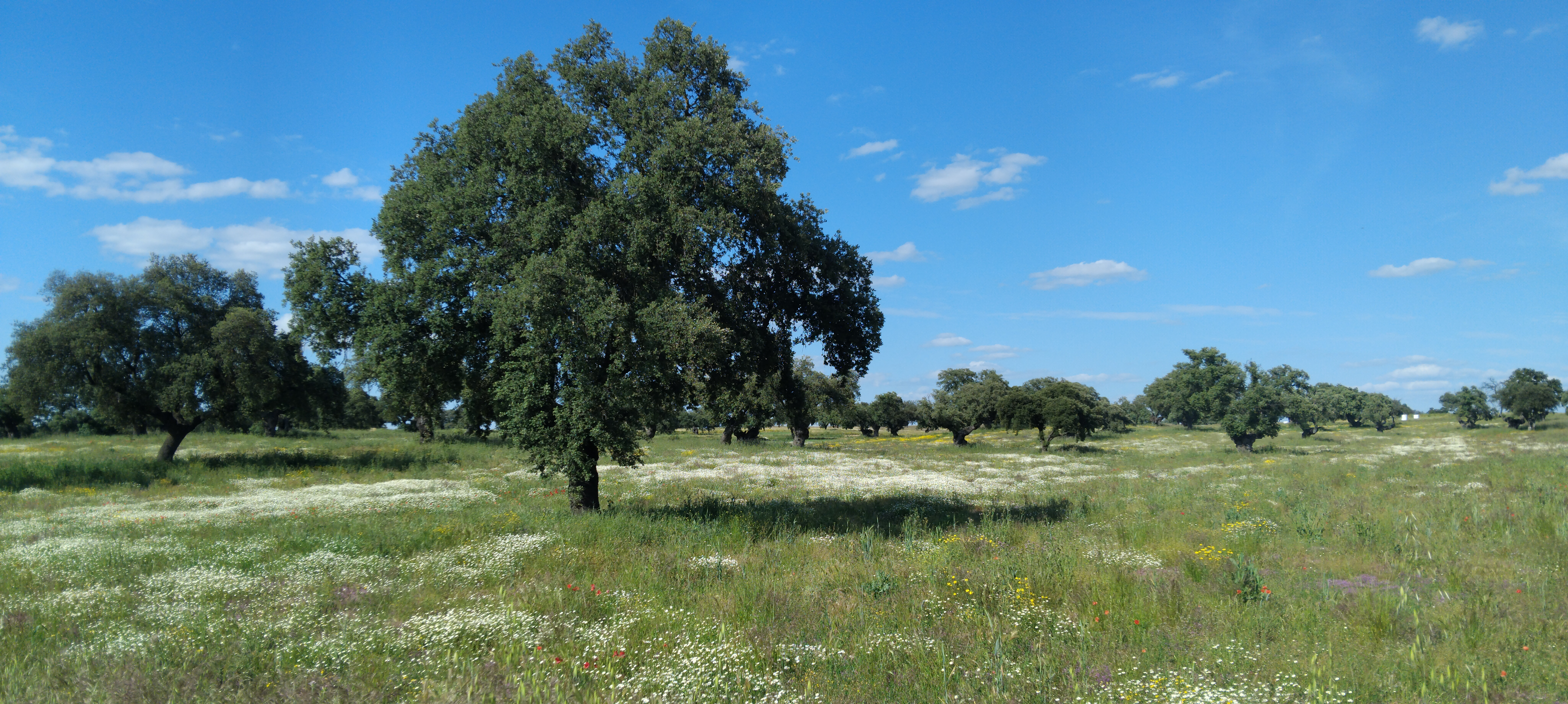
Encinar de Los Pedroches. Villaralto. Mayo 25

## Taxonomía
Quercus ilex fue descrita por Carlos Linneo y publicado en Species Plantarum 2: 995. 1753.

### Etimología
Quercus: nombre genérico del latín que designaba igualmente al roble y a la encina; ilex: epíteto latino

### Subespecies

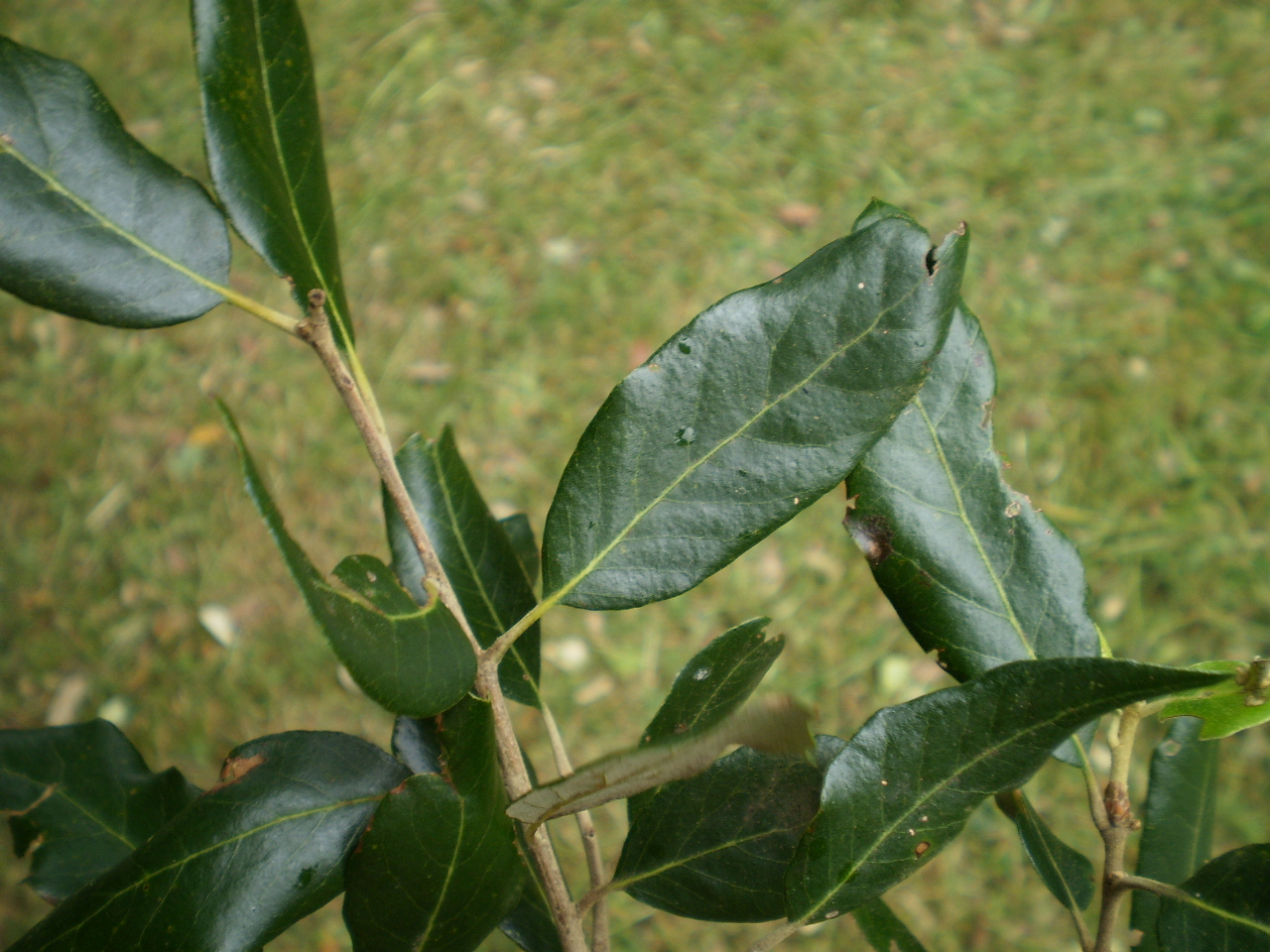
Hojas de la subespecie ilex

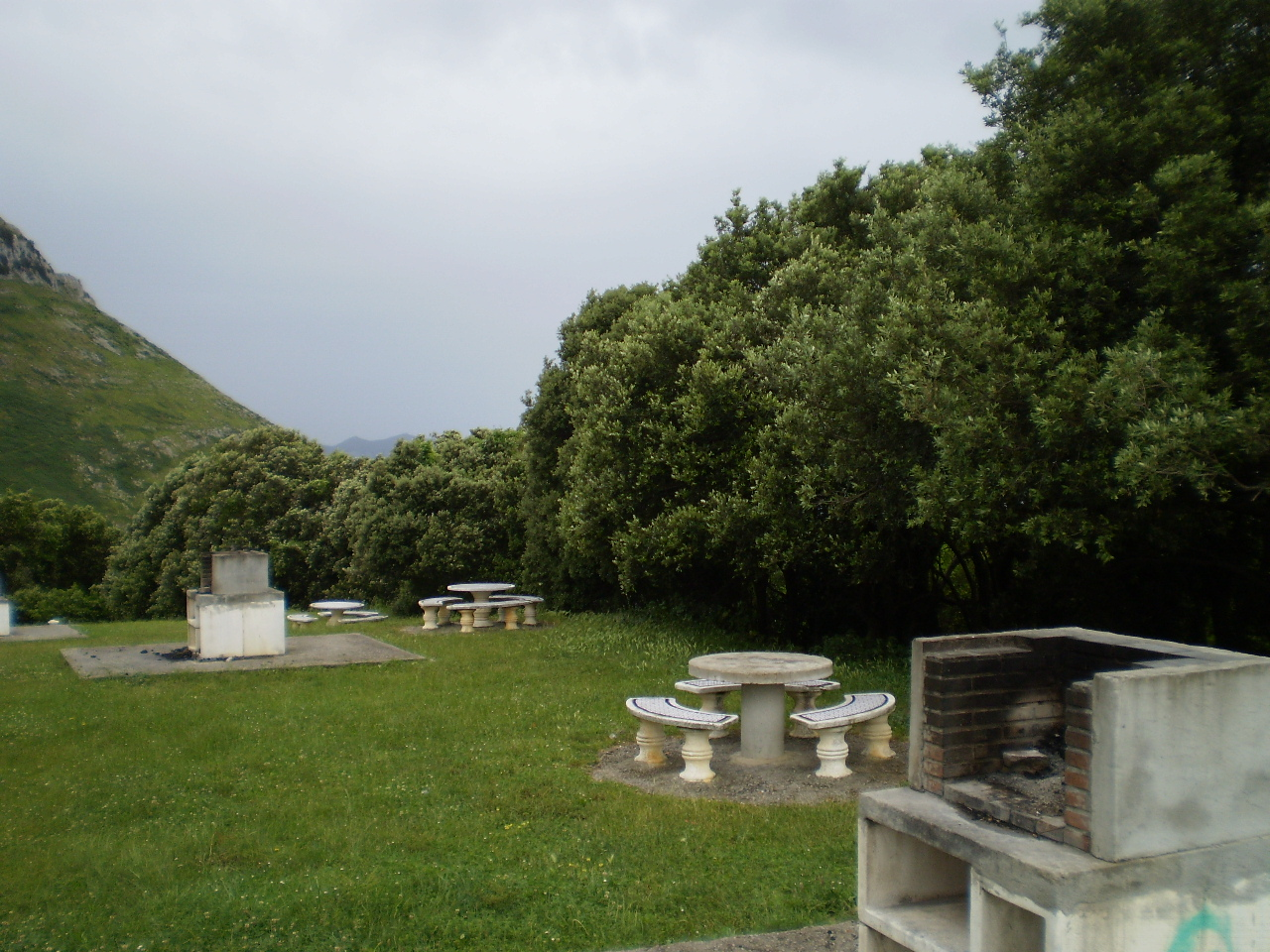
Ejemplares de la subespecie ilex en Sonabia, a orillas del mar Cantábrico

Se distinguen dos subespecies de la encina, Quercus ilex subsp. ilex y Quercus. ilex subsp. ballota (sinónimos de esta última son también Q. rotundifolia y Q. ballota). Q. ilex subsp. ilex se caracteriza por unas hojas más grandes y lauroides, además de medrar en zonas más húmedas (en España: cornisa cantábrica y Cataluña, fundamentalmente), mientras que Q. ilex subsp. ballota las presenta ovales y con borde más o menos espinosos (sobre todo en la base del árbol o en individuos jóvenes) y es menos exigente en su distribución. De todas maneras son frecuentes los individuos con caracteres intermedios, especialmente en las zonas de contacto de ambas subespecies.
Según la base de datos del IPNI se pueden distinguir:
- Quercus ilex   L. -- Sp. Pl. 2: 995. 1753 [1 de mayo de 1753] (IK)
- Quercus ilex Lour. -- Fl. Cochinch. 571. (IK)
- Quercus ilex  L. subsp. ballota (IK)
- Quercus ilex L.f. brevicupulata  Laguna -- Fl. Forest. Españ. 1: 256. 1883 (IK)
- Quercus ilex  L. subsp. gracilis (Lange) Rivas Mart. & Sáenz de Rivas -- Itinera Geobot. 15(2): 706. 2002 (IK)
- Quercus ilex L.f. macrocarpa Cout. -- Bol. Soc. Brot. 6: 95. 1888
- Quercus ilex L.f. macrocarpa (Albert) F.M. Vázquez -- Semillas de Quercus: Biol., Ecol. Manejo: 82. 1998 (IK)
- Quercus ilex  L.f. obesa (Albert) F.M. Vázquez -- Semillas de Quercus: Biol., Ecol. Manejo: 82. 1998 (IK)
- Quercus ilex  L.f. stenocarpa (Albert) F.M. Vázquez -- Semillas de Quercus: Biol., Ecol. Manejo: 82. 1998 (IK)
- Quercus ilex  L.f. urceolata (Martrin-Donos & Timb.-Lagr.) F.M. Vázquez -- Semillas de Quercus: Biol., Ecol. Manejo: 82 (1998), as 'urceolada' (IK)

### Sinonimia
Sinónimos específicos reconocidos por la base de datos del Real jardín botánico de Kew (la lista completa incluye subespecies descritas en otras especies).
- Quercus alpina Endl. 1848
- Quercus castellana Poir. 1811
- Quercus crispa K.Koch 1873
- Quercus cyclophylla Welw. ex Nyman 1881
- Quercus expansa Poir. 1811
- Quercus fagifolia K.Koch 1873
- Quercus fordii (Loudon) Carr 1861
- Quercus glauca Martrin-Donos & Timb.-Lagr. 1864
- Quercus gracilis Lange 1861
- Quercus gramuntia L. 1753
- Quercus ilicifolia Salisb. 1796
- Quercus integrifolia Steud. 1821
- Quercus laurei Coutange 1928
- Quercus marcetii Pau 1909
- Quercus mixta Reyn. 1903
- Quercus montserratensis (Svent. & Marcet) Svent. & Marcet 1952
- Quercus murbeckii Sennen 1936
- Quercus oblonga K.Koch 1873
- Quercus pseudoilex Chatin 1869
- Quercus sempervirens Mill. 1768
- Quercus sinuata Martrin-Donos & Timb.-Lagr. 1864
- Quercus smilax L. 1753
- Quercus transiens Reyn. 1903
- Quercus variifolia Sweet 1830

## Usos

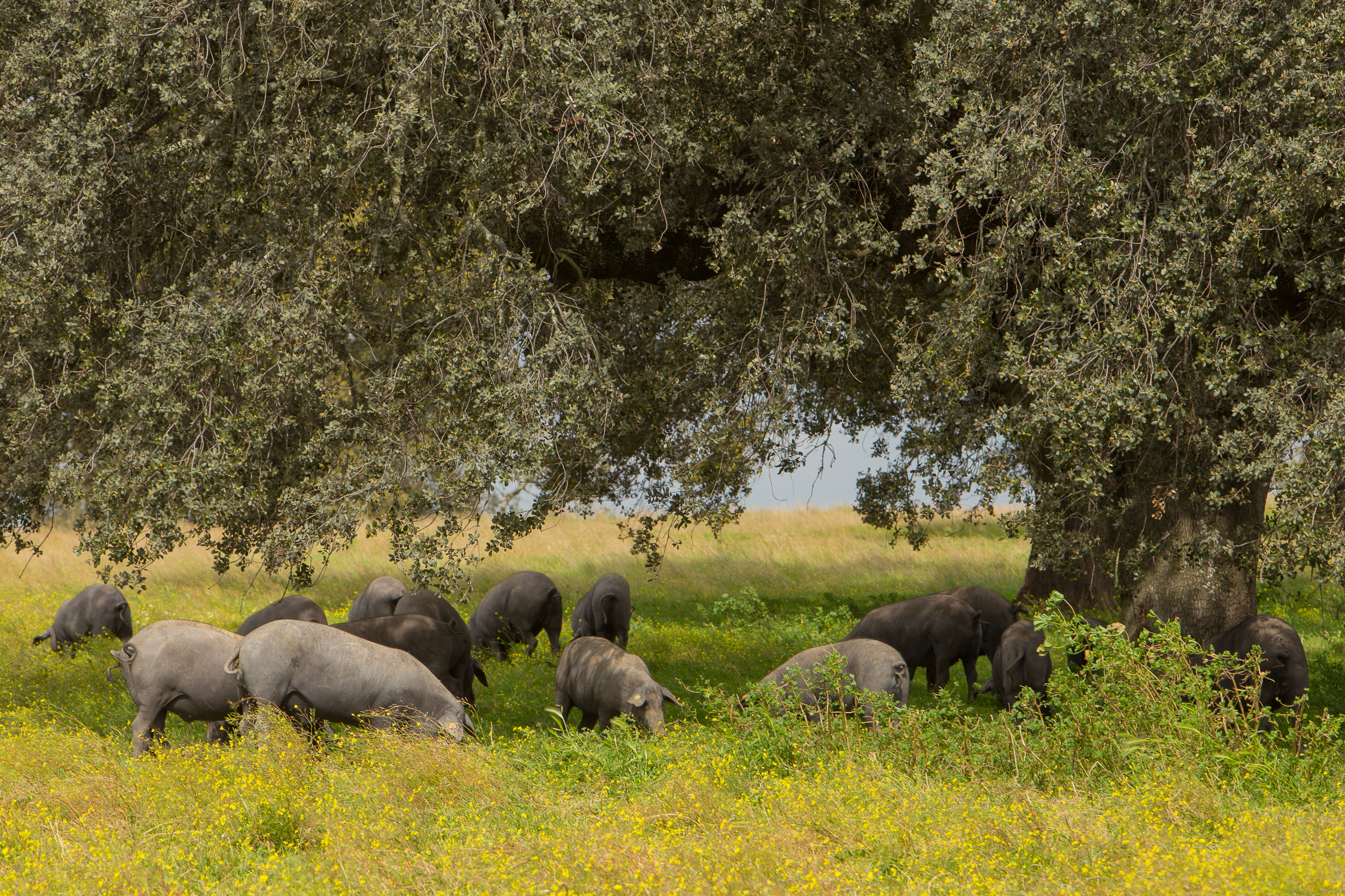
La bellota de encina es un alimento del cerdo ibérico

Aparte del uso mencionado de las encinas como recurso ganadero en las dehesas (los cerdos alimentados con bellotas dan los jamones más prestigiosos de España), esta especie ha tenido infinidad de aplicaciones desde la antigüedad hasta nuestros días.

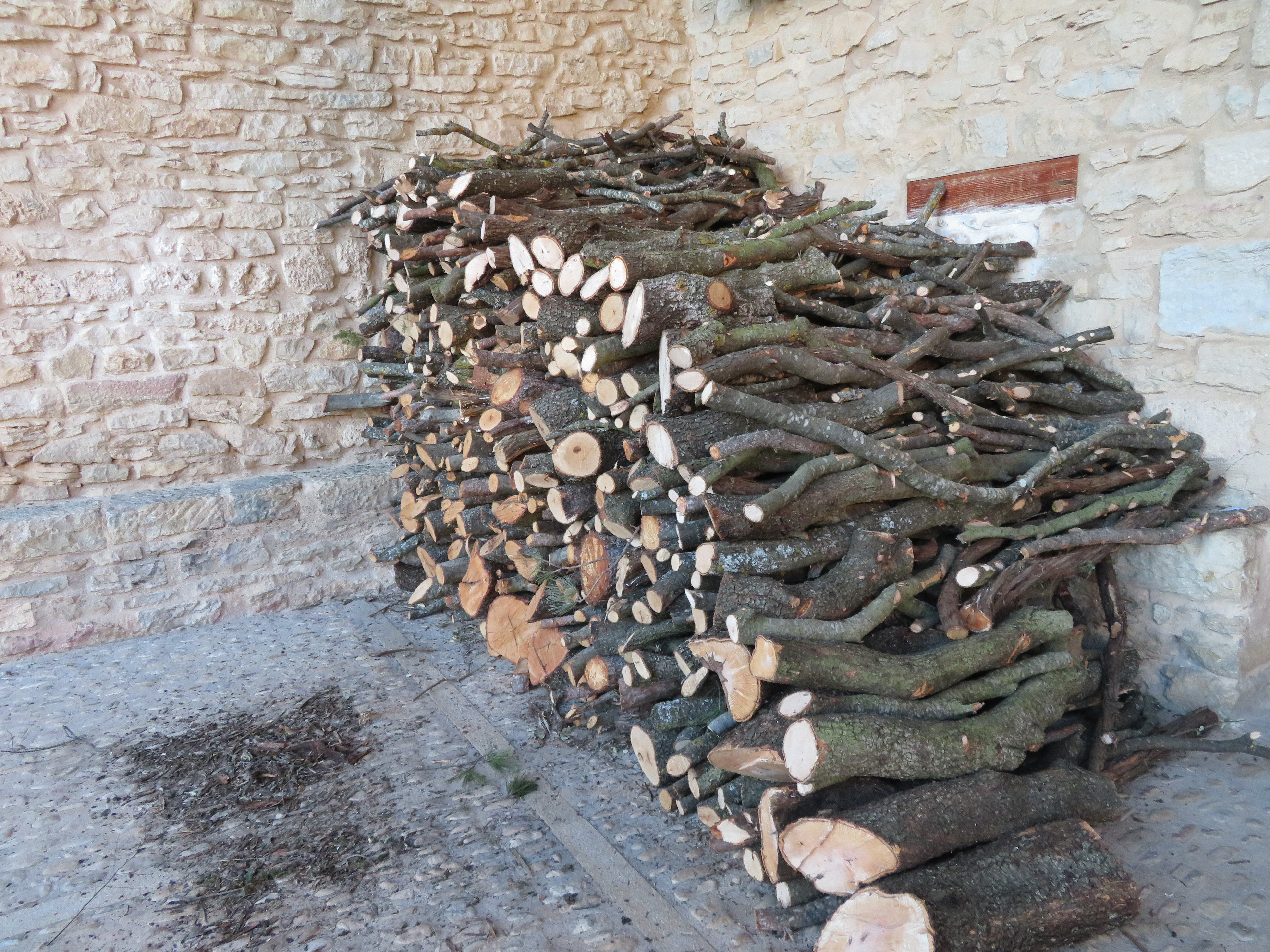
Leña de encina

Su madera es muy dura e imputrescible, aunque difícil de trabajar, por lo que se emplea para fabricar piezas que tengan que soportar gran rozamiento, como en carros, arados, parqués, herramientas, etc., así como en pequeñas obras hidráulicas y en la construcción como pilares o vigas. Además resulta una excelente leña para quemar y para hacer carbón vegetal. Leña y carbón de encina constituían hasta el primer tercio del siglo XX los principales combustibles domésticos en amplias zonas de España.
La corteza cuenta con gran cantidad de taninos, por lo que es muy apreciada en las tenerías para curtir el cuero (especialmente utilizada en Marruecos), y junto con las hojas y bellotas machacadas se prepara un cocimiento que resulta ser astringente y útil para desinfectar heridas.
Las bellotas más dulces, además de alimentar al ganado, al presentar menores concentraciones de taninos, igualmente resultan comestibles para los humanos tras ser procesadas para eliminar este compuesto tóxico; por lo que para ello, se comen a menudo tostadas como otros frutos secos, o en forma de harina para hacer un pan algo basto.

## Plagas y enfermedades

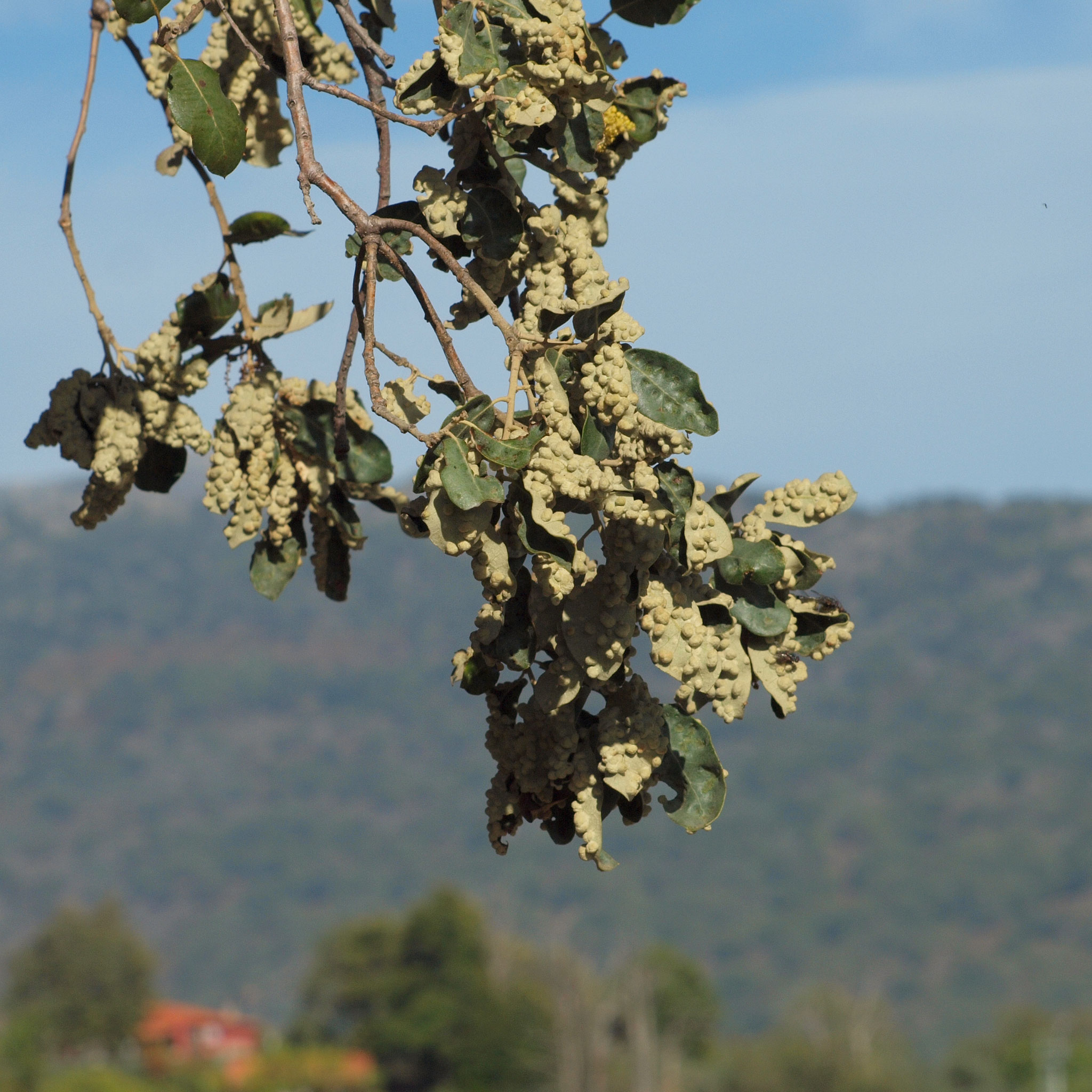
Agallas provocadas por Dryomyia lichtensteini en el envés de hojas de encina. La acción de este insecto no resulta especialmente dañina para el árbol.

La encina es el árbol más abundante en la península ibérica y en otras áreas del Mediterráneo. Cada año brotan y desaparecen millones de pies. La primera de las causas de mortandad de los pies de encina es la conocida como "seca de la encina", un síndrome multifactorial caracterizado por: hojas que amarillean y caen repentinamente; muerte de los renuevos; reacción con la emisión de numerosos brotes adventicios o chupones; y, finalmente, produce la necrosis de la raíz y la muerte. Se implican en esta grave y compleja patología algunas especies de hongos: Phytophthora cinnamomi, que causa la pudrición de las raíces, Hypoxylum mediterraneum, Diplodia, además de malas prácticas de manejo (podas mal practicadas, sin profilaxis adecuada o en épocas del año inadecuadas).

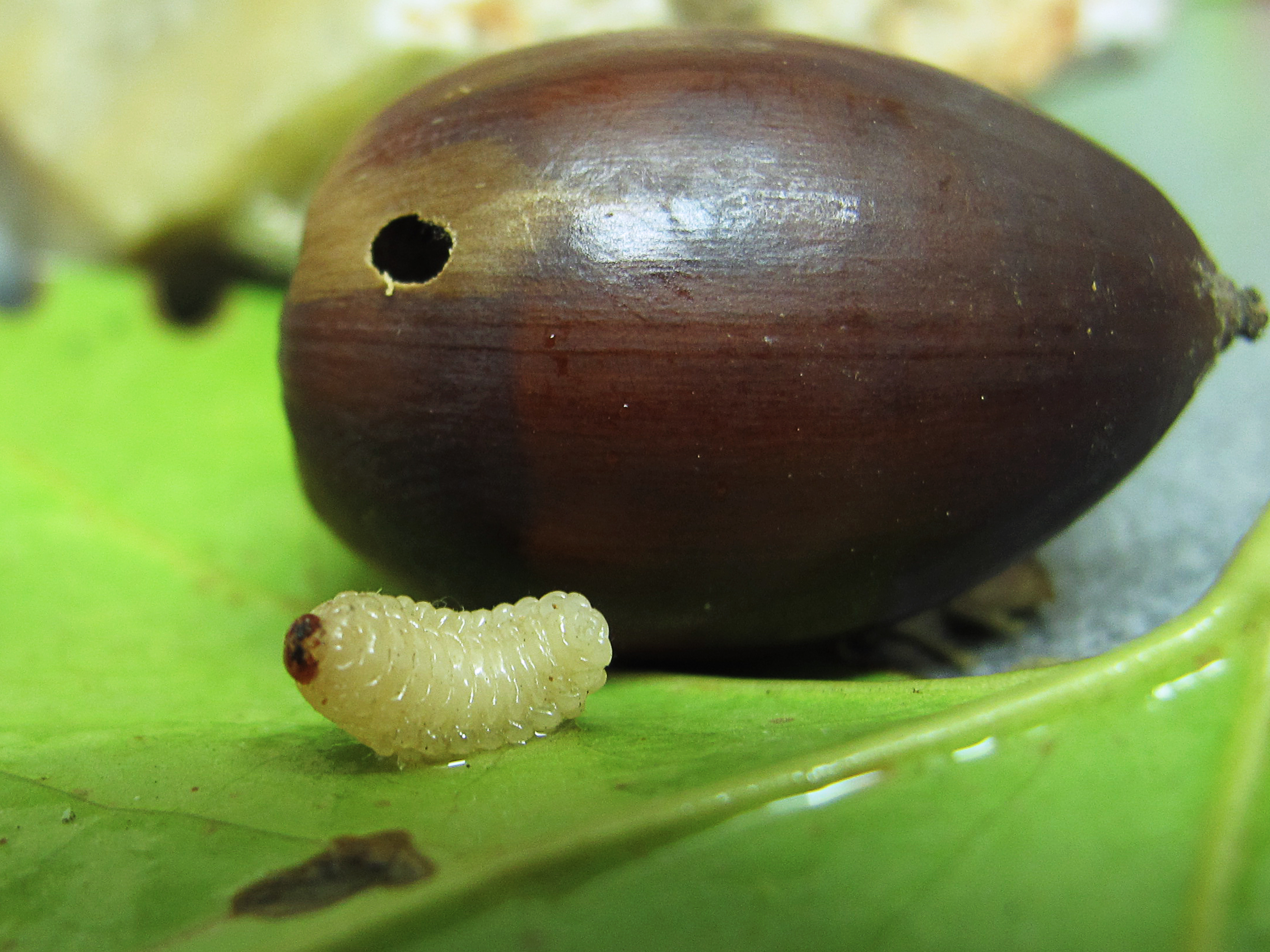
Larva de gorgojo de las bellotas (Curculio elephas)

Entre las principales plagas que afectan a la encina se encuentran las de las orugas de Lymantria dispar, Malacosoma neustria y Tortrix viridana, que provocan defoliaciones en los árboles. La última especie destruye los brotes nuevos y ha sido confirmada su presencia en casi todos los encinares de la península ibérica. Además puede padecer ataques de la acción taladradora de las larvas de los escarabajos longicornes pertenecientes a la familia Cerambicidae. Una de las especies más destacadas que representan esta familia, Cerambyx cerdo, se encuentra protegido. Entre los insectos que parasitan sus frutos, reduciendo la producción de bellota, se encuentran Cydia fagiglandana, Cydia penkleriana, Pammene fasciana y Curculio elephas.

## Nombre común
Alsina, ancina, argallón (agalla), bellota, carrasca, carrasca clofolluda, carrascal, carrasca negra, carrasco, carrasquera, carrasquilla, chaparra, chaparra de encina, chaparro, chaparro común, charrasco, chavasco, coscoja, encina, encina común, encina con hojas de acebo, encina de bellotas amargas, encina de bellotas dulces, encina de hojas largas y dentadas, encina de hojas largas de muy pocas espinas y blandas, encina dulce, encino, marrasca, matacalles, matacán (en dialecto murciano encina nueva), mataparda, mata parda, matorra, matorra parda, sardón, xardón.

## Reforestación
La encina crece sumamente despacio. Cuando se siembran bellotas, germinan fácilmente a los pocos meses, pero la joven encina tardará, normalmente, varios años, incluso décadas, en alcanzar un metro de altura. En exposiciones sombrías el crecimiento es más rápido, pudiendo llegar hasta los 10 cm anuales.

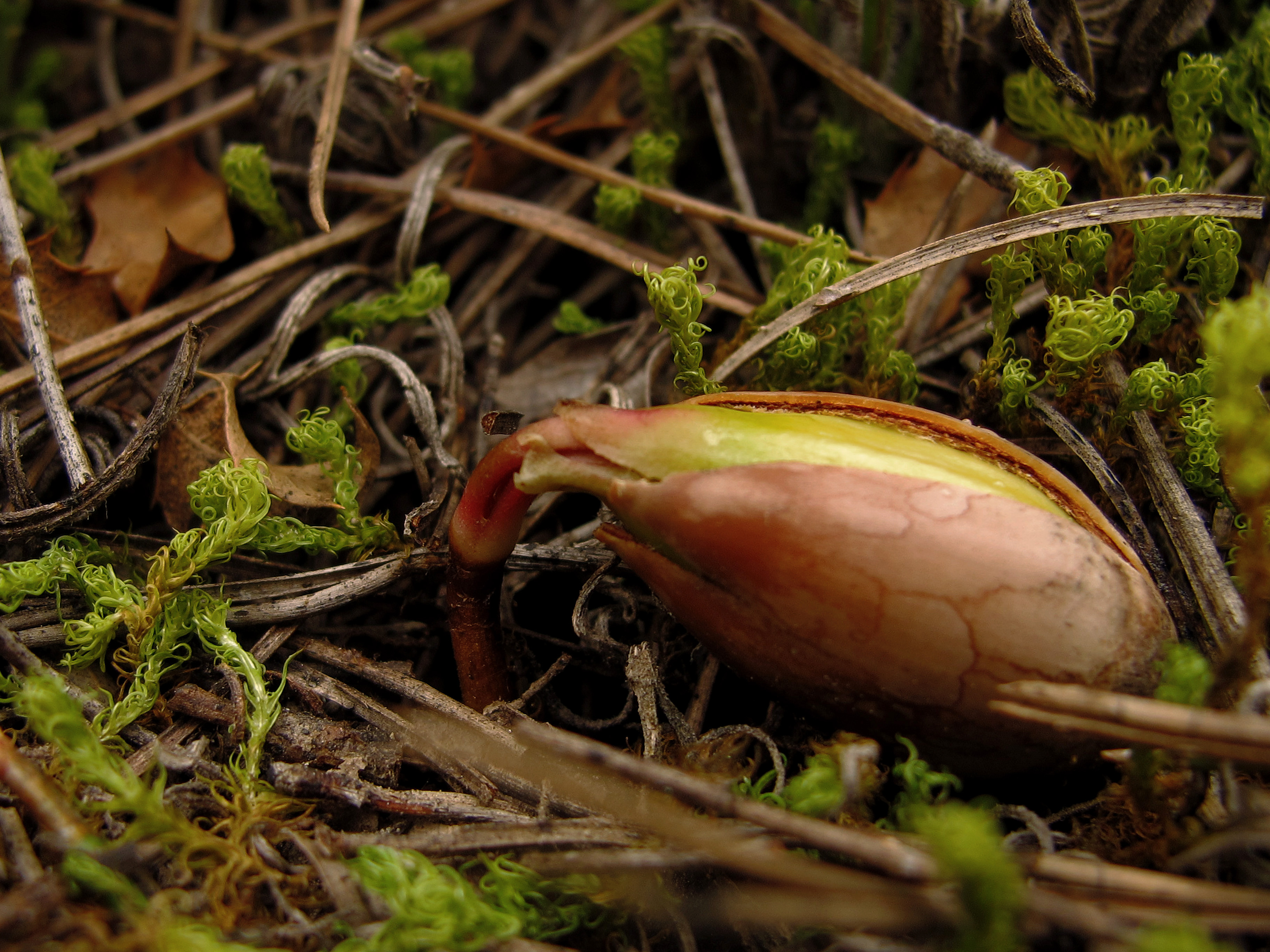
Bellota germinando

Se suele preferir la siembra de bellotas directamente en el terreno al trasplante, ya que no es una especie que responda bien a los cambios de sustrato. Los trasplantes tienen un porcentaje de bajas o marras bastante alto, mientras que las bellotas que germinan con éxito dan lugar a encinas prácticamente indestructibles. Al hacer el cálculo de bellotas a sembrar, hay que tener en cuenta que numerosas especies animales se alimentan de ellas y pueden reducir considerablemente nuestras cifras.
Si se opta por la siembra, las bellotas se deben plantar en la misma estación que son cosechadas, ya que al almacenarlas durante largo tiempo, la viabilidad se reduce.
Otra vía es la regeneración natural. El arrendajo es un córvido que dispersa bellotas a distancias de hasta 2 km. Muchas de esas bellotas son posteriormente consumidas, pero una buena cantidad puede llegar a germinar y crecer. Para favorecer la acción de los arrendajos es importante la existencia de pinares u otros bosques para su nidificación, así como la existencia de hitos visuales (árboles, rocas...) que el ave utilizará como guía para esconder las bellotas. Obviamente, para esto también debe haber encinas adultas cercanas actuando como fuente de bellotas.

## Encinas singulares

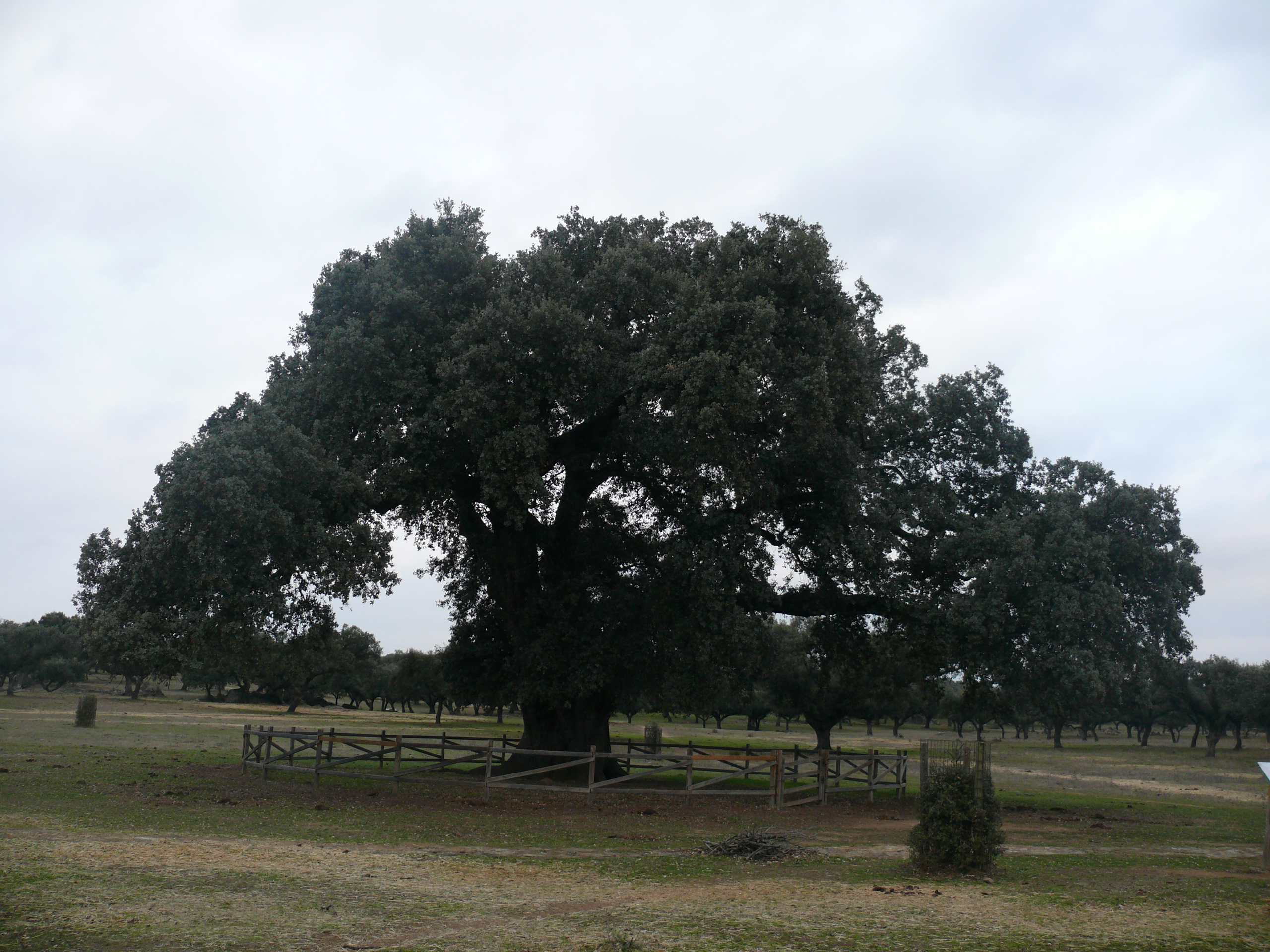
Encina la Terrona en Zarza de Montánchez.

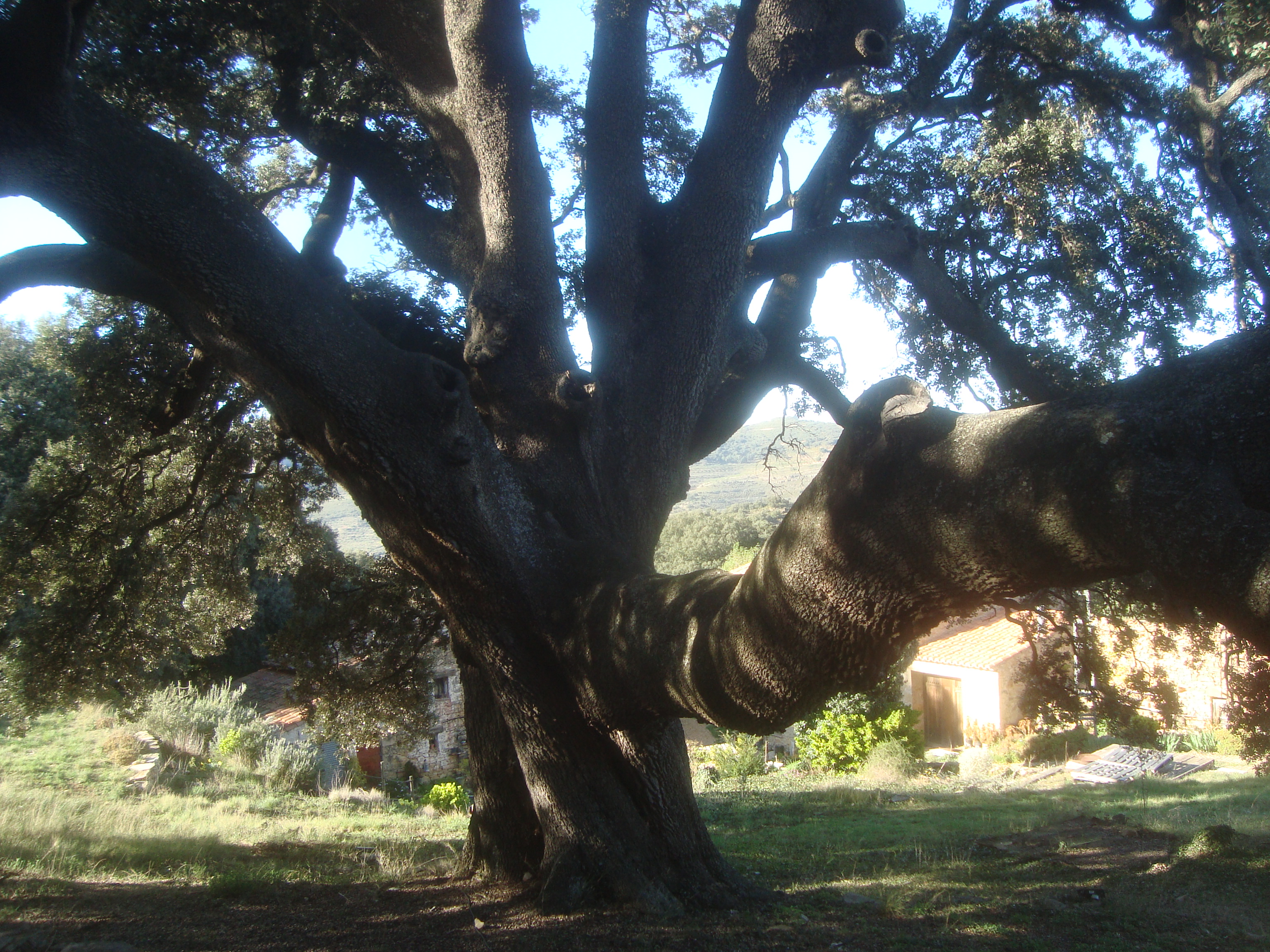
Carrasca de Culla

- Encina La Terrona en Zarza de Montánchez (provincia de Cáceres). Este árbol se considera que es la encina más grande de España y posiblemente del mundo entero.[11]
- Carrasca milenaria de Lecina (provincia de Huesca). Galardonado Árbol Europeo del Año 2021, con récord de votos del concurso y ganando por primera vez un árbol español en dicho certamen.[12]
- Encina Tres Patas de Mendaza (Navarra), que con sus cerca de 1200 años es el segundo árbol más longevo de España.[cita requerida]
- Encina de la Peana, en Serón (provincia de Almería).
- Carrasca de Nutxes de Jijona (provincia de Alicante)
- Carrasca de Culla (provincia de Castellón).
- Chaparro de la Vega de Coripe (provincia de Sevilla)
- Encina La Marquesa en Navalmoral de la Mata (provincia de Cáceres).[13]
- Encina La Nieta en Torre de Santa María (provincia de Cáceres).[13]
- Encina de la Virgen en Cordobilla de Lácara (provincia de Badajoz).[14]
- Encinar de Camparañón (provincia de Soria).[15]
- Encina Milenaria o de las Mil Ovejas del valle de Alcudia (provincia de Ciudad Real).

## Otros datos

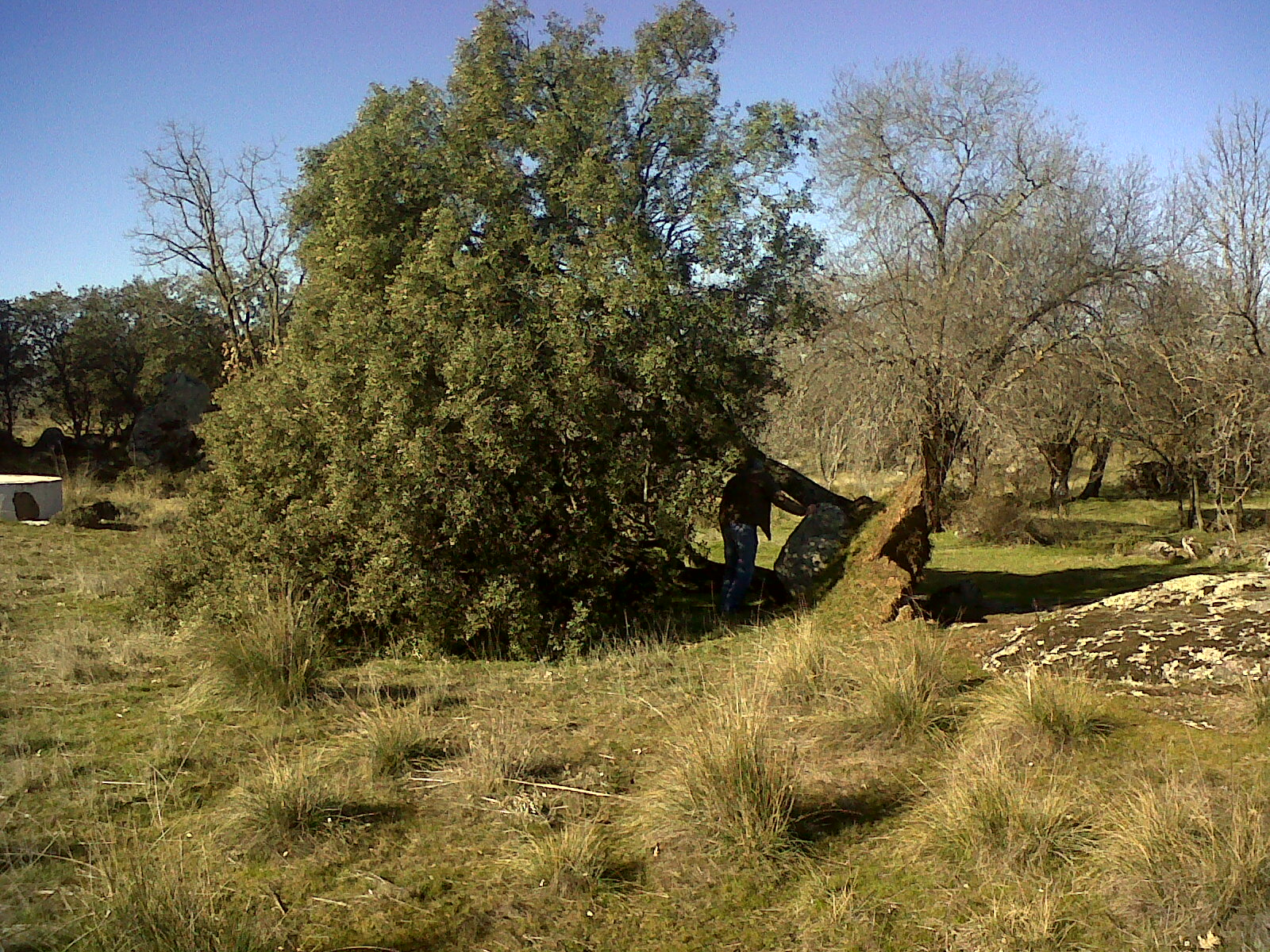
Encina derribada por el viento

- La encina fue considerado antiguamente un árbol sagrado.[16]
- La encina ha sido propuesta como árbol nacional de España por el conocido especialista en árboles Rafael Moro,[17] que indica como principal problema su presencia escasa en Galicia y nula en las Canarias.
- Algunos árboles añosos derribados por el viento consiguen sobrevivir arraigando de nuevo, dando lugar a curiosos ejemplares de troncos retorcidos con formas caprichosas.
- En 1917, tres niños pastores afirmaron que la virgen María se apareció sobre una encina en la freguesía portuguesa de Fátima. Dicha aparición hoy es conocida como Nuestra Señora del Rosario de Fátima.
- En  2021, un monumental ejemplar de encina, la Carrasca Milenaria de Lecina, en la provincia de Huesca, fue galardonada con el título de Árbol europeo del Año.[18]